# Guilty Razors
Guilty Razors est un groupe de punk rock français. Il est le troisième groupe de punk parisien avec Metal Urbain et Asphalt Jungle. Le groupe n'est actif que trois ans, entre 1975 et 1978.

## Biographie
Guilty Razors a une histoire assez singulière. Durant les années 1970, marquées à Paris par les nombreuses manifestations des mouvements gauchistes, cinq jeunes musiciens influencés autant par l'atmosphère post-mai 68 que par leurs groupes fétiches (Stooges, Kinks, The Who ou encore le Velvet Underground) décident de monter un groupe de rock. Un groupe de scène surtout, où s'exprime leur rage à travers un rock sauvage et sans concession. C'est donc naturellement qu'ils intègrent la scène punk parisienne tout juste naissante aux côtés de Metal Urbain et Asphalt Jungle. Ils jouent au Gibus, en première partie des Jam (non sans avoir osé s'en prendre aux Rickenbacker des vedettes anglaises) et assurent également la dernière prestation du festival punk à l'Olympia avant que le public ne détruise des dizaines de fauteuils.
Mais leur origine ouvrière et leur réputation de mauvais garçons savamment entretenue par leur manager Alexis Quinlin (qui leur avait trouvé un contrat avec le label Polydor), personnage controversé de la scène rock, va bientôt les rattraper. En mars 1978, le label résilie leur contrat, fait retirer des bacs les 5 000 exemplaires de leur premier 45 tours intitulé I Don't Wanna Be a Rich (sic), dont les ventes sont très faibles, et qui finissent presque tous au pilon. Seule la centaine de disques envoyés à la presse échappent à la destruction. Les Guilty Razors continuent quand même à enregistrer d'autres morceaux dont certain lors d'un séjour chaotique à Madrid. Le groupe se sépare finalement durant l'été 1978 la suite de problèmes d'égo et de drogue.
Dans les années 1980, le chanteur Tristam Nada, graffeur et peintre, sort le single Bonne humeur ce matin (où Vincent Cassel apparait). Le disque sera 51e au classement des ventes. Le reste du groupe (José et Carlos Perez, Djill Bourezak et Jano Homicid) forment ensuite le groupe Bandolero qui sortira le tube Paris Latino. Carlos Perez est décédé en 1998. Son frère, José Perez joue de la techno sous le nom de JoanJo. Il vit en Thaïlande. En 2006, le label Seventeen Records et Guerilla Asso distribuent l'album Guilty!, prévu et enregistré pour 1978, en format digipack. Le 11 novembre 2016, une compilation intitulée Punk 45: Les Punks: The French Connection: The First Wave of Punk 1977-80 est publiée, et comprend deux chansons des Guilty Razors, Hurts and Noises et I Don't Wanna Be a Rich.

## Discographie

### Albums
- 2006 : Guilty! (Seventeen Records)

### Compilations
- 1978 : Le rock d'ici à l'Olympia (compilation live)
- 2016 : Punk 45: Les Punks: The French Connection: The First Wave of Punk 1977-80 (avec les chansons Hurts and Noises et I Don't Wanna Be a Rich)

### Single
- 1978 : I Don't Wanna Be a Rich (Polydor)